# チャールズ・アンダーソン
チャールズ・アンダーソン（Charles Anderson、1814年6月1日 - 1895年9月2日）は、アメリカ合衆国オハイオ州の当初ホイッグ党のちに共和党の政治家。第27代オハイオ州知事。
アンダーソンはケンタッキー州ルイビルで父がアメリカ独立戦争の際にラファイエットの側近であったという名家に生まれた。アンダーソンはマイアミ大学を1833年に卒業し、法律を学んでオハイオ州で弁護士となった。彼はオハイオ州デイトンに移り、そこで弁護士を開業、後に郡の検事に選出された。1844年、オハイオ州上院議員に選ばれ黒人の権利の主唱者として名を上げた。
その後に彼は健康上の理由からテキサス州に移る。1860年12月にサンアントニオで熱烈な演説を行い、連邦脱退に強く反対し「連邦の不滅(perpetuity of the national Union)」を訴えた。怒った現地の南部連合支持者はアンダーソンを脅迫し捕らえさえしたが、逃亡して家族とともにデイトンに帰った。
エイブラハム・リンカーン大統領はアンダーソンをヨーロッパへ北部支持の演説遠征に送り、その後アンダーソンは第93志願歩兵連隊の指揮を受諾し北軍の大佐に任じられた。アンダーソンはストーンズリバーの戦いで負傷し、職務を辞して療養のためにオハイオ州に戻った。1863年後半にオハイオ州副知事に選ばれ翌年に就任した。
ジョン･ブラフ知事が死去し、彼は1865年8月29日に知事になった。1866年1月8日まで5ヶ月足らずの在任であった。オハイオ史家ドワイト・L・スミスは短い知事在任について「何事も無い……ただ決まりきった型通りの仕事を行うだけの職務」と記している。知事職から退いた後、アンダーソンは弁護士業を再び始めてケンタッキー州へと戻り、81歳で死去した。
アンダーソンの兄、ロバート・アンダーソン少佐もまた陸軍の士官であり、南北戦争発端となったサムター要塞の指揮官だったことで知られている。他の兄弟ウィリアム・C・アンダーソン師は1849年から1854年までマイアミ大学の学長であった。